# Leucoma cryptadia
Leucoma cryptadia är en fjärilsart som beskrevs av Collenette 1938. Leucoma cryptadia ingår i släktet Leucoma och familjen tofsspinnare. Inga underarter finns listade i Catalogue of Life.